# Miss Mondo Tour
Miss Mondo Tour è un tour di Luciano Ligabue, svolto negli ultimi mesi del 1999 nei palasport italiani.
Segue l'uscita dell'album Miss Mondo.

## Band
- Federico Poggipollini: chitarra
- Mel Previte: chitarra
- Fabrizio Simoncioni: tastiere
- Antonio Righetti: basso
- Roberto Pellati: batteria

## Date
- 10 settembre 1999, Verona, Arena di Verona
- 11 settembre 1999, Verona, Arena di Verona
- 22 ottobre 1999, Firenze, Nelson Mandela Forum
- 23 ottobre 1999, Firenze, Nelson Mandela Forum
- 25 ottobre 1999, Torino, PalaStampa
- 26 ottobre 1999, Torino, PalaStampa
- 28 ottobre 1999, Milano, FilaForum
- 29 ottobre 1999, Milano, FilaForum
- 31 ottobre 1999, Pesaro, BPA Palace
- 1º novembre 1999, Pesaro, BPA Palace
- 3 novembre 1999, Montichiari, PalaGeorge
- 4 novembre 1999, Montichiari, PalaGeorge
- 6 novembre 1999, Genova, PalaFiera
- 8 novembre 1999, Treviso, PalaVerde
- 9 novembre 1999, Treviso, PalaVerde
- 12 novembre 1999, Caserta, Palamaggiò
- 14 novembre 1999, Acireale, PalaTupparello
- 15 novembre 1999, Reggio Calabria, Palasport Pentimele
- 17 novembre 1999, Bari, PalaFlorio
- 18 novembre 1999, Bari, PalaFlorio
- 20 novembre 1999, Perugia, PalaEvangelisti
- 22 novembre 1999, Roma, PalaLottomatica
- 23 novembre 1999, Roma, PalaLottomatica
- 25 novembre 1999, Trieste, PalaTrieste
- 27 novembre 1999, Lugano, Palasport
- 29 novembre 1999, Bologna, PalaMalaguti
- 30 novembre 1999, Bologna, PalaMalaguti
- 2 dicembre 1999, Milano, FilaForum
- 3 dicembre 1999, Milano, FilaForum
- 5 dicembre 1999, Firenze, Nelson Mandela Forum
- 6 dicembre 1999, Roma, PalaLottomatica
- 8 dicembre 1999, Roma, PalaLottomatica
- 9 dicembre 1999, Roma, PalaLottomatica
- 11 dicembre 1999, Caserta, Palamaggiò
- 12 dicembre 1999, Perugia, PalaEvangelisti
- 14 dicembre 1999, Bolzano, Palaonda
- 15 dicembre 1999, Verona, PalaOlimpia
- 17 dicembre 1999, Ancona, PalaRossini
- 18 dicembre 1999, Parma, PalaRaschi
- 20 dicembre 1999, Parma, PalaRaschi
- 21 dicembre 1999, Torino, PalaStampa
- 23 dicembre 1999, Milano, FilaForum
- 31 dicembre 1999, Roma, Piazza del Popolo

## Registrazioni ufficiali
- Ligabue in Arena (registrato tra il 10 e l'11 settembre 1999 all'Arena di Verona)